# 헨리에타 크로스먼

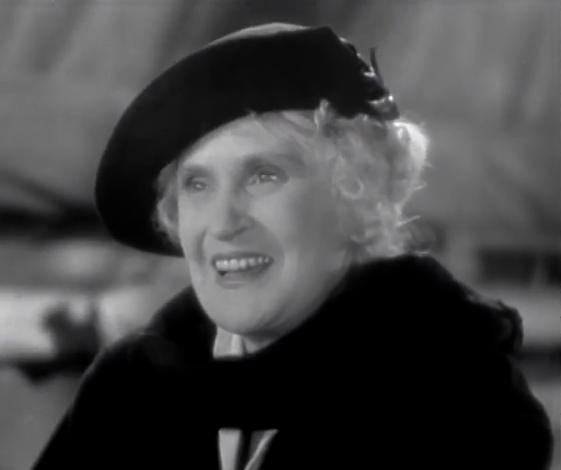

헨리에타 크로스먼(Henrietta Crosman, 1861년 9월 2일 ~ 1944년 10월 31일)은 미국의 배우, 연극 배우, 영화배우, 무대 연출가이다.
휠링에서 태어났다.

## 영화
- 순례여행 (1933년)